# NGC 308
NGC 308 je zvijezda u zviježđu Kitu.

## Vanjske poveznice
- SEDS: NGC 0308